# Reinhard Goerdeler
Reinhard Goerdeler (* 26. Mai 1922 in Königsberg; † 3. Januar 1996 in Frankfurt am Main) war ein deutscher Rechtsanwalt und Wirtschaftsprüfer. Als jüngster Sohn des NS-Widerstandskämpfers Carl Friedrich Goerdeler geriet er 1944 in Sippenhaft.
Goerdeler war langjähriger Vorstandsvorsitzender der Deutschen Treuhand-Gesellschaft (DTG), Vorsitzender der Klynveld Main Goerdeler International Accountants sowie Mitgründer und Aufsichtsratsvorsitzender der Klynveld Peat Marwick Goerdeler (KPMG). Er wirkte von 1973 bis 1975 als Präsident der Wirtschaftsprüferkammer und von 1977 bis 1980 der International Federation of Accountants (IFAC).
Darüber hinaus war er Autor juristischer Fachaufsätze, Aufsichtsratsmitglied der Allgemeinen Deutschen Credit-Anstalt und engagierte sich verstärkt für das Stiftungswesen in Deutschland, so als Vorstandsvorsitzender des Bundesverbandes Deutscher Stiftungen und als Kuratoriumsvorsitzender der Stiftung 20. Juli 1944.

## Leben und Wirken

### Herkunft und Kriegsdienst
Reinhard Goerdeler entstammte einer protestantisch-preußischen Beamten- und Juristenfamilie. Er wurde 1922 als viertes von fünf Kindern und jüngster Sohn des Juristen und Bürgermeisters Carl Friedrich Goerdeler (1884–1945) und dessen Frau Anneliese, geb. Ulrich (1888–1961), in Königsberg geboren. Bereits sein Großvater Julius Goerdeler war Amtsrichter in Pommern. Der Onkel Fritz Goerdeler (hingerichtet 1945) wirkte als Rechtsanwalt und Widerstandskämpfer, der Bruder Ulrich Goerdeler wurde später Rechtsanwalt, Notar und Politiker.

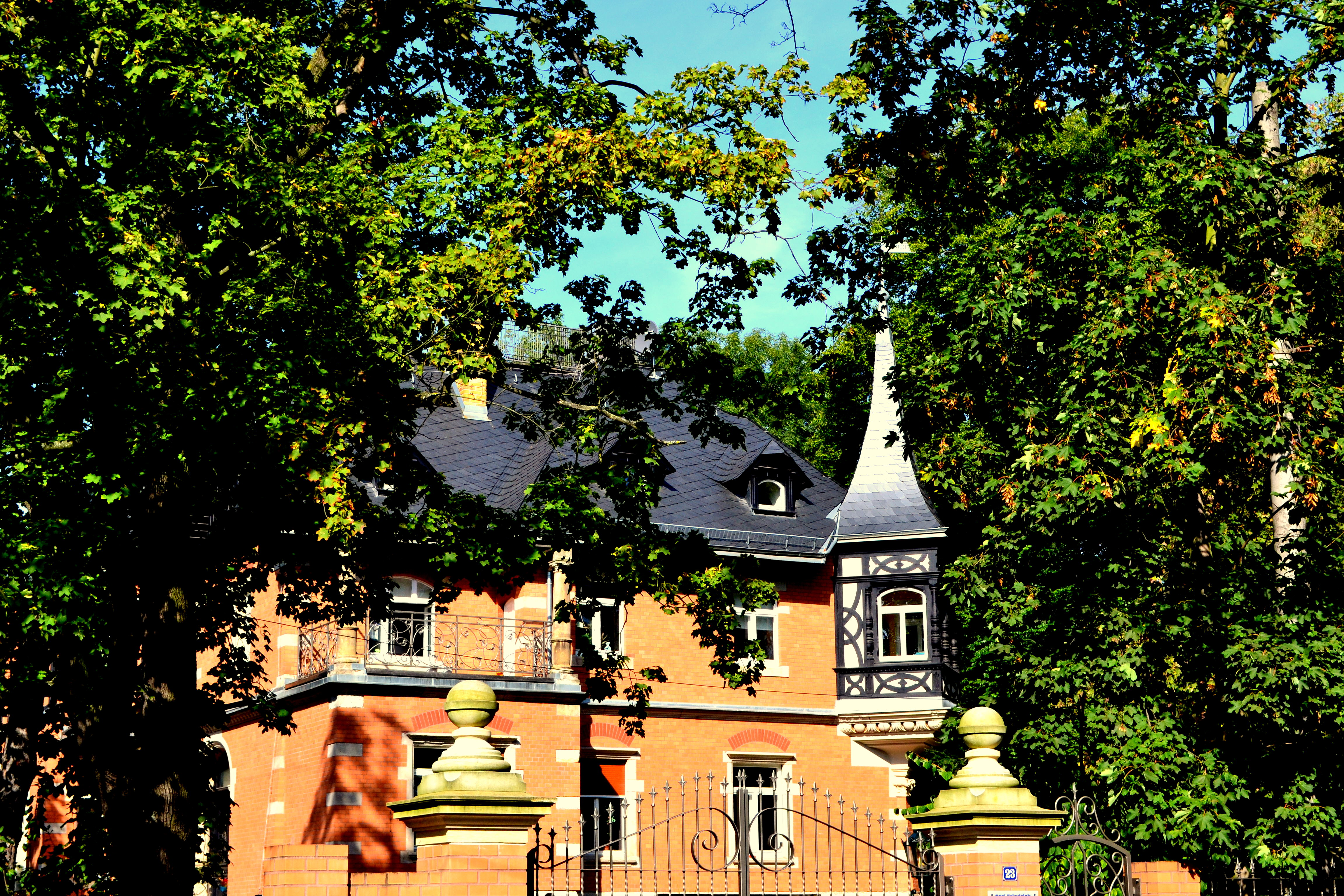
Wohnhaus in Leipzig-Leutzsch

Reinhard Goerdeler besuchte die Schule in Königsberg, bis sein Vater 1930 Oberbürgermeister von Leipzig wurde. Während dieser Zeit wohnte die Familie in einer Bürgervilla in der Rathenaustraße im Stadtteil Leutzsch. Goerdeler ging zunächst auf die Volksschule, besuchte später mit seinem Bruder Christian (gefallen 1942) die humanistische Thomasschule zu Leipzig und war Mitglied im berühmten Thomanerchor unter dem Thomaskantor Karl Straube.
Nach dem Abitur begann er ein Jurastudium an der Universität Leipzig, wurde dann aber zum Kriegsdienst eingezogen. Im Juni 1942 erfolgte die Beförderung zum Gefreiten. Zuletzt diente er im Rang eines Leutnants.

### Verhaftung und Konzentrationslager
Sein Vater wurde führendes Mitglied des Widerstandes gegen den Nationalsozialismus und war nach dem Attentat vom 20. Juli 1944 als neuer Reichskanzler vorgesehen. Im Zuge der Verhaftung Carl Friedrich Goerdelers im August 1944 und dessen Verurteilung durch den Volksgerichtshof (Hinrichtung am 2. Februar 1945) wurde Reinhard Goerdeler vom 8. bis 13. August 1944 im „Hausgefängnis“ Prinz-Albrecht-Straße 8 und vom 13. August 1944 bis 1. März 1945 im Zellengefängnis Lehrter Straße in Berlin von der Gestapo inhaftiert. Über seine Haftzeit berichtete er später:

„Besonders eindrucksvoll waren die Begegnungen mit den Professoren Gerhard Ritter und Constantin von Dietze sowie dem späteren Bischof Hans Lilje – diese Männer hatten die Kraft, noch in der Zelle zu arbeiten. Manchmal ist mir so, als ob die Gestalten der ‚Moabiter Sonette‘ an mir vorüberziehen, zusammen mit den noblen Zeugen Jehovas, die uns vielfache Dienste erwiesen haben.“

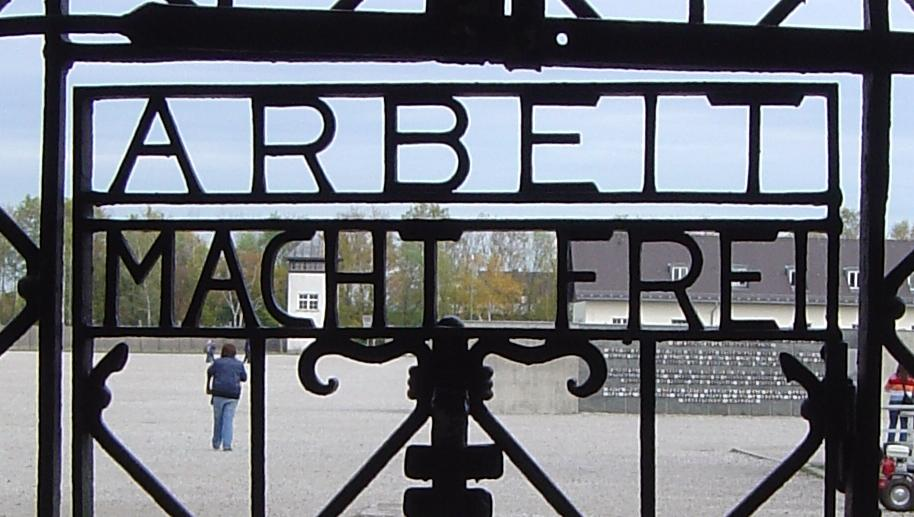
KZ Dachau, Eingangstor

Danach nahmen die Nazis Goerdeler im KZ Buchenwald und später im KZ Dachau in Sippenhaft. Im April 1945 verschleppten sie ihn mit seiner gesamten Familie und anderen prominenten Häftlingen aus 17 Ländern Europas, darunter Martin Niemöller, Léon Blum und Kurt Schuschnigg, nach Südtirol. Sie fungierten als SS-Geiseln. Da er gemeinsam mit Franz Freiherr von Hammerstein-Equord, Peter Jehle, Dietrich Schatz und Markwart Schenk Graf von Stauffenberg auf dem Transport keinen Platz mehr fand, wurde die Gruppe gesondert Richtung Pragser Wildsee begleitet. In der Nacht vom 30. April auf den 1. Mai wurden die fünf Gefangenen im Keller eines Bauernhofes von der SS überraschend zurückgelassen. Zur gleichen Zeit befreiten Wehrmachtsangehörige unter Hauptmann Wichard von Alvensleben den Haupttreck. Goerdeler wurde noch im Mai durch die heranrückende U.S. Army nach München gebracht.

### Jurastudium
Nach dem Krieg nahm er sein Studium an der angesehenen und im demokratischen Aufbruch befindlichen Juristischen Fakultät der Ruprecht-Karls-Universität Heidelberg wieder auf. Zu seinen Lehrern gehörten u. a. Gustav Radbruch, damals Dekan, und Walter Jellinek. Goerdeler war 1946 einer der Mitbegründer der bis 1986 existenten Vereinigung Heidelberger Studenten „Friesenberg“, die sich regelmäßig in der Wohnung von Marie Baum traf. Ihr Hauptanliegen war die kritische Auseinandersetzung mit dem Nationalsozialismus und die Beschäftigung mit dem deutschen Widerstand. Als wichtige Bezugspersonen der Gruppe fungierten Marianne Weber (Witwe von Max Weber), Gustav Radbruch und Alexander Rüstow.
Goerdeler legte 1947 die Erste Juristische Staatsprüfung ab. Im Jahr 1948 wurde er beim renommierten Urheber- und Verlagsrechtler Eugen Ulmer in Heidelberg mit der Dissertation Die Stiftung als Rechtsform für wirtschaftliche Unternehmen zum Dr. jur. promoviert. Nach dem Referendariat folgte 1950 die Zweite Juristische Staatsprüfung. Von 1950 bis 1951 studierte er mit einem Stipendium des British Council postgradual International Law an der University of Manchester, das er mit einem Diploma abschloss.
Nach dem Studium arbeitete er zunächst für zwei Jahre für die I.G. Farben.

### Wirtschaftsprüfer

Logo der KPMG

Im Jahr 1953 wurde Goerdeler Mitarbeiter der Steuerabteilung der Deutschen Treuhand-Gesellschaft (DTG), die 1890 von der Deutschen Bank und dem Frankfurter Bankhaus Jacob S.H. Stern gegründet worden war. Im Jahr 1954 wurde er als Rechtsanwalt zugelassen. 1956 wurde er in den Vorstand der Treuhandgesellschaft gewählt. Nach bestandenem Wirtschaftsprüferexamen wurde er 1962 auch als Wirtschaftsprüfer zugelassen. In den 1970er Jahren expandierte Goerdeler das Unternehmen europaweit. Es fusionierte 1979 mit den Dienstleistungsgesellschaften Klynveld Kraayenhof & Co. aus den Niederlanden und McLintock Main Lafrentz aus den USA zur Klynveld Main Goerdeler (KMG). Von 1979 bis 1985 war er Chairman der Klynveld Main Goerdeler International Accountants. Goerdeler war nach 1985 Aufsichtsratsvorsitzender des Unternehmens. Bis 1991 nahm er seine Aufgabe wahr, danach wurde er Ehrenvorsitzender des Aufsichtsrates der KPMG Deutsche Treuhand-Gesellschaft AG. Er hatte in seiner aktiven Amtszeit den Grundstein für die neu gegründete KPMG gelegt. In den Jahren von 1986 bis 1987 fusionierten Peat Marwick International (PMI) und KMG zur international tätigen Wirtschaftsprüfungs- und Beratungsgesellschaft Klynveld Peat Marwick Goerdeler (KPMG).
Goerdeler war ab 1968 Vorstandsmitglied und von 1973 bis 1975 Präsident der deutschen Wirtschaftsprüferkammer (WPK).  Danach wurde er deren Beiratsvorsitzender sowie Mitglied des Hauptfachausschusses des Instituts der Wirtschaftsprüfer (IDW) in Düsseldorf. Er war u. a. 1985 an der Ausgestaltung des Bilanzrichtliniengesetzes (BiRiLiG) beteiligt.  Im Nachrichtenmagazin Der Spiegel bezeichnete er die Tätigkeit des Wirtschaftsprüfers einst als: „Wachhund“ und „Garant der Publizität für den Investor wie für den Kreditgeber“.
1973 wurde er Chairman des  International Coordination Committee for the Accountancy Profession (ICAAP). Beim 11. International Accountants Congress (ICA) 1977 in München wurde er als erster Präsident der International Federation of Accountants (IFAC) gewählt. Goerdeler war zuvor maßgeblich an der Gründung der Organisation beteiligt und führte die IFAC bis 1980. Er strebte eine internationale Harmonisierung der Rechnungslegung und Prüfungsstandards an. Danach wurde sein bisheriger Vizepräsident Gordon Cowperthwaite Präsident.

### Wirtschaftsfachmann
Ab 1990 stand er der zehnköpfigen, vom Bundesministerium der Finanzen unter Theodor Waigel eingesetzten, Kommission zur Verbesserung der steuerlichen Bedingungen für Investitionen und Arbeitsplätze (auch Goerdeler-Kommission oder Unternehmenssteuerkommission) vor. In einem Gutachten von 1991 schlug diese schwerpunktmäßig die Senkung der Körperschaft- und Einkommensteuer vor, was allerdings zu dieser Zeit politisch nicht umsetzbar war. Das Wirtschaftsmagazin Capital beschrieb ihn als „honorig und sachverständig, aber ohne Durchsetzungskraft“.
Er gehörte ab den 1950er Jahren mit Hans Adler, Fritz Wilhelm Hardach, Robert Kenntemich, Hans Otto Lenel und Johannes Semler jun. dem Aktienrechtsausschuss des Bundesverbandes deutscher Banken an. Er arbeitete die 1978 in Kraft getretene 4. Richtlinie des Rats der Europäischen Gemeinschaften zur Koordinierung des Gesellschaftsrechts (4. EG-Richtlinie) über den Jahresabschluss von Gesellschaften bestimmter Rechtsformen aus. Zwischen 1972 und 1977 war er unter Otto Kunze Mitglied der Kommission unabhängiger Sachverständiger zur Untersuchung unternehmensrechtlicher Fragen (auch Unternehmensrechtskommission) des Bundesministeriums der Justiz.
Daneben verfasste Goerdeler wissenschaftliche Fachaufsätze und Buchbesprechungen. Er wirkte als Mitherausgeber des Gesamtkommentars für Rechnungslegung und Prüfung der Unternehmen (ab 1960) von Hans Adler, Walther Düring und Kurt Schmaltz und des Großkommentars zum GmbH-Gesetz GMbHG (ab 1952) von Max Hachenburg mit. Weiterhin war er neben Robert Fischer, Marcus Lutter und Herbert Wiedemann Mitherausgeber der Zeitschrift für Unternehmens- und Gesellschaftsrecht (ZGR).
Bis 1971 war er Mitglied des Aufsichtsrats der Allgemeinen Deutschen Credit-Anstalt, Berlin/Frankfurt am Main.

### Stiftungswesen
Goerdeler wurde 1956 in das Kuratorium des Hilfswerks 20. Juli 1944 (ab 1994: Stiftung 20. Juli 1944) gewählt und war von 1969 bis 1996 gemeinsam mit Ludwig von Hammerstein-Equord und Dieter Thomas Kuratoriumsvorsitzender. Er hielt mehrere Reden zum Thema wie Totengedenken (1959), Gedenkworte (1975), Streben nach Recht, Anstand und Freiheit (1994). In der Rede vom 20. Juli 1975 im „Ehrenhof der Gedenk- und Bildungsstätte Stauffenbergstraße“ im Bendlerblock in Berlin ehrte er den Widerstand mit folgenden Worten: „Sie alle sind uns Vorbild und mahnen uns, […] Opfer zu bringen im Kampf gegen den, der die Macht ergreift und sie missbraucht. […] Wir beugen uns vor denen, die die Feigheit überwinden, um in der mutigen Tat höchste Erfüllung zu finden. Gewissen und Pflichtauffassung lassen ihre Zweifel verstummen. […]“.
Goerdeler war ab 1987 Zweiter Vorsitzender und von 1990 bis 1996 Erster Vorsitzender des Bundesverbandes Deutscher Stiftungen in Berlin. Sein Nachfolger wurde Axel Freiherr von Campenhausen. Der Ehrenvorsitzende Winfried Freiherr von Pölnitz-Egloffstein resümierte Goerdelers Leistungen für den Bundesverband, indem er seinen Einsatz zur Stärkung der finanziellen Basis des Verbandes mit dem Ziel eines hauptamtlichen Geschäftsführers honorierte.
Goerdeler engagierte sich nachhaltig im Stiftungswesen, so war er Mitglied des Kuratoriums der Stiftung Marktwirtschaft, der Robert Bosch Stiftung und von 1982 bis 1996 der Max-Reger-Stiftung. Er war außerdem Vorsitzender der Else Kröner-Fresenius-Stiftung, des Verbandes Deutscher Wohltätigkeitsstiftungen e. V. und des Thomanerbundes e. V.
Reinhard Goerdeler war verheiratet und lebte seit 1962 in Frankfurt-Berkersheim. Er verstarb nach langer und schwerer Krankheit im Jahr 1996 in Frankfurt am Main. Kurt Reumann charakterisierte ihn 1994 in der Frankfurter Allgemeinen Zeitung wie folgt: „Reinhard Goerdeler […] ist ein Meister der leisen Töne, bei allem Selbstbewußtsein bescheiden und unprätentiös.“

## Auszeichnungen
- Distinguished Service Award des Center for the Study of Professional Accounting an der University of Hartford[18]
- Ehrendoktor – aufgrund seiner Verdienste um die Unternehmenspublizität – des Fachbereichs Wirtschaftswissenschaften der Johann-Wolfgang-Goethe-Universität Frankfurt am Main (1986)[37]
- Ehrenvorsitzender des Aufsichtsrats der KPMG Deutsche Treuhand-Gesellschaft AG (1992)[21]
- Großes Verdienstkreuz des Verdienstordens der Bundesrepublik Deutschland (Laudatio: Hans Eichel, 1994)[28]

## Schriften (Auswahl)
- Die Stiftung als Rechtsform für wirtschaftliche Unternehmungen. Dissertation, Universität Heidelberg, 1948.
- Die Förderung des Stiftungswesens. Eine Aufgabe von Staat und Gesellschaft. Gemeinnützige Verwaltungsgesellschaft für Wissenschaftspflege, Essen 1969. (herausgegeben mit Ralf Dahrendorf und Ernst-Joachim Mestmäcker)
- Zivilrechtliche Fragen des Unternehmenskaufs. Kronberger Symposium der ZGR (= Zeitschrift für Unternehmens- und Gesellschaftsrecht, ZGR-Sonderheft 3). De Gruyter, Berlin / New York 1982, OCLC 472206480. (herausgegeben mit Robert Fischer)
- Arbeitsrecht und Insolvenz. Bonner Symposion der ZGR (= Zeitschrift für Unternehmens- und Gesellschaftsrecht, ZGR-Sonderheft 13,2). De Gruyter, Berlin / New York 1984, OCLC 472206564.
- Das Unternehmen in der Insolvenz. Zum ersten Bericht der Insolvenzrechtskommission. 5. Symposion der ZGR (= Zeitschrift für Unternehmens- und Gesellschaftsrecht, ZGR-Sonderheft 15,2). De Gruyter, Berlin / New York 1986, OCLC 472206663.
- Festschrift für Hans-Joachim Fleck zum 70. Geburtstag am 30. Januar 1988 (= Zeitschrift für Unternehmens- und Gesellschaftsrecht, ZGR-Sonderheft 7). De Gruyter, Berlin / New York 1988, ISBN 3-11-011658-8. (herausgegeben mit Peter Hommelhoff, Marcus Lutter und Herbert Wiedemann)
- Übernahmeangebote (= Zeitschrift für Unternehmens- und Gesellschaftsrecht, ZGR-Sonderheft 9). De Gruyter, Berlin / New York 1990, ISBN 3-11-089834-9. (herausgegeben mit Peter Hommelhoff, Marcus Lutter, Herbert Wiedemann und Walter Odersky)
- Festschrift für Alfred Kellermann. Zum 70. Geburtstag am 29. November 1990 (= Zeitschrift für Unternehmens- und Gesellschaftsrecht, ZGR-Sonderheft 10). De Gruyter, Berlin / New York 1991, ISBN 3-11-012549-8.
- Ratgeber für Stifter. Zur Errichtung einer Stiftung (= Lebensbilder deutscher Stiftungen, Band 23). Bundesverband Deutscher Stiftungen, Bonn 1995, ISBN 3-927645-05-2.

## Filmographie

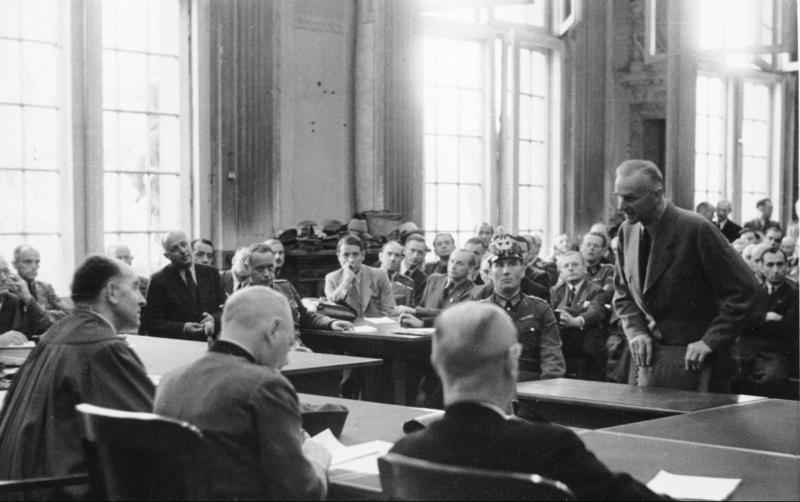
Vater Carl Friedrich Goerdeler vor dem Volksgerichtshof (1944)

Stellvertretend für die Familien Beck, Goerdeler und Stauffenberg kritisierte er 1955 die Spielfilme Der 20. Juli und Es geschah am 20. Juli, da die Familien einer Aufarbeitung der Ereignisse in diesem Format ablehnend gegenüberstanden. Im Jahr 1994 wurde er im Dokumentarfilm Fahndung nach Dr. Goerdeler von Michael Kloft und Jürgen Eike, der die Biografie seines Vaters zeigt, interviewt.